# Округ Ворен (Вирџинија)
Округ Ворен (енгл. Warren County) је округ у америчкој савезној држави Вирџинија.

## Демографија
По попису из 2010. године број становника је 37.575, што је 5.991 (19,0%) становника више него 2000. године.
| Група             | 2000.          | 2010.          |
| Белци             | 28.947 (91,7%) | 33.345 (88,7%) |
| Афроамериканци    | 1.526 (4,8%)   | 1.736 (4,6%)   |
| Азијати           | 136 (0,4%)     | 360 (1,0%)     |
| Хиспаноамериканци | 494 (1,6%)     | 1.318 (3,5%)   |
| Укупно            | 31.584         | 37.575         |